# Dipsas
Dipsas is een geslacht van slangen uit de familie toornslangachtigen (Colubridae) en de onderfamilie Dipsadinae.

## Naam en indeling
De wetenschappelijke naam van de groep werd voor het eerst voorgesteld door Josephus Nicolaus Laurenti in 1768. Er zijn 53 soorten, het soortenaantal is met de jaren flink toegenomen, zo werden er vier soorten beschreven in 2018 en de soort Dipsas bothropoides is pas sinds 2020 bekend. Veel soorten uit dit geslacht werden oorspronkelijk tot het niet meer erkende geslacht Sibynomorphus gerekend.

## Uiterlijke kenmerken
Soorten uit het geslacht Dipsas blijven klein tot middelgroot en bereiken een lichaamslengte van ongeveer 50 tot 70 centimeter inclusief staart. De slangen hebben een korte en opvallend dikke en stompe kop die duidelijk is te onderscheiden van het lichaam. De ogen zijn relatief groot en reiken tot boven de bovenlippen, ze zijn vanaf de onderzijde goed te zien. De schubben aan de onderzijde van de kop zijn rechthoekig en niet langwerpig zoals bij de meeste slangen.
De kaken zijn aangepast op het eten van slijmerige prooien, de tanden in de bovenkaak zijn naar achteren gericht en verschillende kaakdelen zijn veel korter dan die van andere slangen. In de onderkaak is een scharnier-achtige constructie aanwezig zodat de achterzijde van de kaak onafhankelijk kan bewegen ten opzichte van de voorzijde. De slang kan hierdoor de tanden van één zijde van de kaak in de slak brengen terwijl deze in zijn huisje zit, en het slakkenlijf zo uit het omhulsel trekken.

## Verspreiding en habitat
De soorten komen voor in delen van Midden- en Zuid-Amerika en leven in de landen Bolivia, Peru, Ecuador, Colombia, Venezuela, Guyana, Brazilië, Frans-Guyana, Suriname, Honduras, Mexico, Argentinië, Belize, Guatemala, Paraguay, Nicaragua, Costa Rica, Trinidad en Uruguay.
De habitat bestaat uit vochtige tropische en subtropische bossen, zowel in bergstreken als in laaglanden. Ook in drogere tropische en subtropische bossen en tropische en subtropische scrublands zijn soorten te vinden. Ook in door de mens aangepaste streken zoals aangetaste bossen, plantages en weilanden kunnen de dieren worden aangetroffen. Alle soorten zijn sterk gespecialiseerd in het eten van slakken en naaktslakken. Het zijn boombewoners die leven in bomen en struiken.

## Beschermingsstatus
Door de internationale natuurbeschermingsorganisatie IUCN is aan 43 soorten een beschermingsstatus toegewezen. Van de soorten worden er 31 beschouwd als 'veilig' (Least Concern of LC), vijf als 'onzeker' (Data Deficient of DD), drie als 'kwetsbaar' (Vulnerable of VU) en drie als 'gevoelig' (Near Threatened of NT). De soort Dipsas ellipsifera ten slotte staat te boek als 'bedreigd' (Endangered of EN).

## Soorten
Het geslacht omvat de volgende soorten, met de auteur en het verspreidingsgebied. Soorten waarbij de auteur(s) tussen haakjes is geplaatst, werden oorspronkelijk tot een ander geslacht gerekend.
| Naam                        | Auteur | Verspreidingsgebied                                                                   |
| --------------------------- | --- | ------------------------------------------------------------------------------------- |
| Dipsas albifrons            | (Sauvage, 1884) | Brazilië                                                                              |
| Dipsas alternans            | (Fischer, 1885) | Brazilië                                                                              |
| Dipsas andiana              | (Boulenger, 1896) | Ecuador                                                                               |
| Dipsas articulata           | (Cope, 1868) | Nicaragua, Costa Rica, Panama                                                         |
| Dipsas baliomelas           | Harvey, 2008 | Colombia                                                                              |
| Dipsas bicolor              | (Günther, 1895) | Honduras, Nicaragua, Costa Rica, Peru                                                 |
| Dipsas bobridgelyi          | Arteaga, Salazar-Valenzuela, Mebert, Peñafiel, Aguiar, Sánchez-Nivicela, Pyron, Colston, Cisneros-Heredia, Yánez-Muñoz, Venegas, Guayasamin, Torres-Carvajal, 2018 | Ecuador, Peru                                                                         |
| Dipsas bothropoides         | Mebert, Passos, Fernandes, Entiauspe-Neto, Queiroz-Alvez, Machado, & Lopes, 2020                                                                                   | Brazilië                                                                              |
| Dipsas brevifacies          | (Cope, 1866) | Mexico, Belize, Guatemala                                                             |
| Dipsas bucephala            | (Shaw, 1802) | Brazilië, Paraguay, Argentinië                                                        |
| Dipsas catesbyi             | (Sentzen, 1796) | Bolivia, Peru, Ecuador, Colombia, Venezuela, Guyana, Brazilië, Frans-Guyana, Suriname |
| Dipsas chaparensis          | Reynolds & Foster, 1992 | Bolivia                                                                               |
| Dipsas cisticeps            | (Boettger, 1885) | Bolivia, Argentinië, Paraguay                                                         |
| Dipsas copei                | (Günther, 1872) | Guyana, Suriname, Frans-Guyana, Venezuela                                             |
| Dipsas elegans              | (Boulenger, 1896) | Ecuador                                                                               |
| Dipsas ellipsifera          | (Boulenger, 1898) | Ecuador, Colombia                                                                     |
| Dipsas gaigeae              | (Oliver, 1937) | Mexico                                                                                |
| Dipsas georgejetti          | Arteaga, Salazar-Valenzuela, Mebert, Peñafiel, Aguiar, Sánchez-Nivicela, Pyron, Colston, Cisneros-Heredia, Yánez-Muñoz, Venegas, Guayasamin, Torres-Carvajal, 2018 | Ecuador                                                                               |
| Dipsas gracilis             | Boulenger, 1902 | Ecuador, Colombia, Peru                                                               |
| Dipsas incerta              | (Jan, 1863) | Frans-Guyana, Suriname, Guyana                                                        |
| Dikkopslang (Dipsas indica) | Laurenti, 1768 | Colombia, Venezuela, Guyana, Suriname, Frans-Guyana, Brazilië, Ecuador, Peru, Bolivia |
| Dipsas jamespetersi         | Orcés & Almendáriz, 1989 | Ecuador, Peru                                                                         |
| Dipsas klebbai              | Arteaga, Salazar-Valenzuela, Mebert, Peñafiel, Aguiar, Sánchez-Nivicela, Pyron, Colston, Cisneros-Heredia, Yánez-Muñoz, Venegas, Guayasamin, Torres-Carvajal, 2018 | Ecuador                                                                               |
| Dipsas latifrontalis        | (Boulenger, 1905) | Venezuela, Colombia                                                                   |
| Dipsas lavillai             | Scrocchi, Porto & Rey, 1993 | Argentinië, Brazilië, Paraguay, Bolivia                                               |
| Dipsas maxillaris           | (Werner, 1909) | Mexico                                                                                |
| Dipsas mikanii              | (Schlegel, 1837) | Brazilië, Argentinië, Paraguay                                                        |
| Dipsas neuwiedi             | (Ihering, 1911) | Brazilië                                                                              |
| Dipsas nicholsi             | (Dunn, 1933) | Panama                                                                                |
| Dipsas oligozonata          | Orcés & Almendáriz, 1989 | Ecuador, Peru                                                                         |
| Dipsas oneilli              | Rossman & Thomas, 1979 | Peru                                                                                  |
| Dipsas oreas                | (Cope, 1868) | Ecuador, Peru                                                                         |
| Dipsas oswaldobaezi         | Arteaga, Salazar-Valenzuela, Mebert, Peñafiel, Aguiar, Sánchez-Nivicela, Pyron, Colston, Cisneros-Heredia, Yánez-Muñoz, Venegas, Guayasamin, Torres-Carvajal, 2018 | Ecuador, Peru                                                                         |
| Dipsas pakaraima            | Macculloch & Lathrop, 2004 | Guyana                                                                                |
| Dipsas palmeri              | (Boulenger, 1912) | Ecuador, Peru                                                                         |
| Dipsas pavonina             | Schlegel, 1837 | Guyana, Suriname, Frans-Guyana, Venezuela, Brazilië, Colombia, Bolivia, Ecuador, Peru |
| Dipsas peruana              | (Boettger, 1898) | Peru, Colombia                                                                        |
| Dipsas praeornata           | (Werner, 1909) | Venezuela                                                                             |
| Dipsas pratti               | (Boulenger, 1897) | Venezuela, Colombia                                                                   |
| Dipsas sanctijoannis        | (Boulenger, 1911) | Colombia                                                                              |
| Dipsas sazimai              | Fernandes, Marques & Argôlo, 2010 | Brazilië                                                                              |
| Dipsas schunkii             | (Boulenger, 1908) | Peru                                                                                  |
| Dipsas temporalis           | (Werner, 1909) | Panama, Ecuador, Colombia                                                             |
| Dipsas tenuissima           | Taylor, 1954 | Panama, Costa Rica                                                                    |
| Dipsas trinitatis           | Parker, 1926 | Trinidad                                                                              |
| Dipsas turgida              | Cope, 1868 | Paraguay, Uruguay, Bolivia, Brazilië, Argentinië                                      |
| Dipsas vagrans              | (Dunn, 1923) | Peru                                                                                  |
| Dipsas vagus                | (Jan, 1863) | Peru                                                                                  |
| Dipsas variegata            | (Duméril, Bibron & Duméril, 1854) | Venezuela, Frans-Guyana, Suriname, Brazilië, Bolivia, Guyana, Peru, Ecuador           |
| Dipsas ventrimaculata       | (Boulenger, 1885) | Paraguay, Argentinië, Brazilië                                                        |
| Dipsas vermiculata          | Peters, 1960 | Ecuador, Peru, Colombia                                                               |
| Dipsas viguieri             | (Bocourt, 1884) | Panama, Colombia                                                                      |
| Dipsas williamsi            | Carillo de Espinoza, 1974 | Peru                                                                                  |